# Clypeosphaeriaceae
Clypeosphaeriaceae es una familia de hongos en el orden Xylariales.

## Géneros
- Apioclypea – ubicación incierta
- Apiorhynchostoma – ubicación incierta
- Aquasphaeria
- Brunneiapiospora
- Clypeosphaeria
- Crassoascus
- Duradens
- Palmomyces
- Pseudovalsaria